# Ajgut
Ajgut (armeniska: Գյոլքենդ) är en ort i Armenien. Innan 3 april 1991 hette orten Gjolkend. Den ligger i provinsen Gegharkunik, i den centrala delen av landet, 80 kilometer nordost om huvudstaden Jerevan. Ajgut ligger 1 427 meter över havet och antalet invånare är 997.
Terrängen runt Ajgut är bergig åt nordost, men åt sydväst är den kuperad. Ajgut ligger nere i en dal. Närmaste större samhälle är Tjambarak, 17,8 kilometer sydost om Ajgut. 
Trakten runt Ajgut består till största delen av jordbruksmark. Runt Ajgut är det ganska tätbefolkat, med 72 invånare per kvadratkilometer.